# Economat Militar
L'Antic Economat Militar és un dels millors exponents del modernisme de Melilla. Està situat en L'Avinguda, dins de l'Eixample Modernista i forma part del Conjunt Històric Artístic de la Ciutat de Melilla, un Bé d'Interès Cultural.

## Història
Construït en 1907 en estil eclèctic segons projecte de Rodríguez Borlado del 23 de març de 1907 per a la societat Economat Militar sobre els solars 140, 141 i 147, venuts per l'Estat el 28 d'agost de 1911, en 1914 es realitza un concurs de projectes per a la renovació dels seus paraments, adjudicada Enrique Nieto a principis de febrer de 1914 amb el que entre el 14 de setembre i 1915 és refeta pel mestre d'obres Julián Gómez en un estil modernista.
El 30 de gener de 1933 es trasllada Casa Tortosa, donant-li nom i en 1961 l'arquitecte Eduardo Caballero Monrós reforma i decora el seu local, construint aparadors i enllaçant els seus buits centrals, destruint el disseny original.
El 28 de febrer de 1951 la família Montes ho compra i reforma la seva planta principal.
En el 2013 va ser restaurada per Garab, segons projecte de l'estudi Moreno i Montero,  reconstruint-se els miradors.

## Descripció
Consta de planta baixa i planta principal, està construït amb parets de maçoneria de pedra local i maó massís, amb bigues de ferro i revoltons del mateix maó i és un dels millors exponents del modernisme floral de Melilla, gràcies a la seva teatral façana, composta per uns baixos bastant alterats que donen pas, per mitjà de mènsules en ventall i amb cares femenines, a una balconada amb balustrada que té com a punt central un sortint semicircular. Darrere d'ell que se situa una finestra amb arc escarser flanquejat per dues columnes, finalitzant amb una sanefa i una cornisa que sobresurt i que està tancada per dos miradors, amb una preciosa decoració i una magnífica fusteria que acaba en una rematada ondulant in crecendo que acaba en una crestería. Les pilastres, amb detalls ornamentals circulars i línies verticals que limiten els draps, acaben en gots de coronació.